# محمود عبد العليم
مدينة سمالوط وصاحب مقالات في مجلتي الشفق والرسالة. توفى الشيخ محمود عبد العليم في 16 فبراير 1989م عن عمر يناهز 67 عاما.